# 비정부 기구
비정부 기구(非政府機構, 영어: nongovernmental organization, NGO) 또는 비정부 조직은 어떠한 종류의 정부도 간섭하지 않고, 시민 개개인 또는 민간 단체들에 의해 조직되는 단체를 의미한다. 따라서 민간단체라고도 불린다. 비정부 기구는 그들의 목표에 맞게 관리, 공공 정책, 사회, 인권, 환경 등의 분야에 영향을 미치기도 한다. 그렇기 때문에 비정부 기구는 회원들에게만 서비스, 혜택 및 시설을 제공하는, 시민들이 설립한 모든 단체의 하위 집단이다. 때때로 시민들에 의해 설립된 어떤 협회도 언급하기 위해 "시민사회 조직"의 동의어로 사용되기도 하지만, 이것은 주요 사전들에 의해 기록되는 미디어나 일상언어에 일반적으로 사용되는 방법이 아니다. NGO.org에 의한 이 용어의 설명에는 양면적이다. 그것은 우선 NGO가 지역, 국가 또는 국제 수준에서 조직된 비영리, 자발적인 시민 단체라고 말하고, 그리고 나서 대부분의 영어 사용자들과 미디어에 의해 사용되는 의미에서의 의미를 제한한다: 직무 지향적이고 공통의 관심사를 가진 사람들에 의해 주도되며, NGO는 다양한 서비스와 인도적 기능을 수행한다. 정보를 제공함으로써 시민들의 관심을 정부에 가져오고, 정책을 옹호하고 감시하며, 정치적 참여를 독려한다.
NGO는 보통 기부금으로 지원되지만, 일부는 공식적인 자금 지원을 아예 피하고 주로 자원 봉사자들에 의해 운영된다. NGO는 매우 다양한 활동을 하고 있으며, 세계 각지에서 다양한 형태를 취한다. 일부는 자선적인 지위를 가질 수 있고, 다른 일부는 사회적 목적의 인식에 기초하여 세금 면제에 등록될 수 있다. 다른 사람들은 정치적, 종교적 또는 다른 관심사의 전선이 될 수 있다. 제2차 세계대전 이후 NGO들은 국제 개발, 특히 인도주의적 지원과 빈곤 완화 분야에서 점점 더 많은 역할을 해왔다.
전세계 비정부 기구의 수는 천만 개로 추정된다. 러시아는 2008년에 약 27만 7천 개의 비정부 기구가 있었다. 인도는 2009년에 약 200만 개의 비정부 기구가 있는 것으로 추정되며, 600명의 인도당 1개 이상의 NGO를 보유하고 있으며, 인도의 초등학교와 주요 보건소의 수는 여러 배인 것으로 추정된다. 중국은 약 44만 개의 비정부 기구에 공식적으로 등록된 것으로 추정된다. 2017년 미국에서는 약 150만 개의 국내외 비정부 기구가 운영되었다.
'NGO'라는 용어가 항상 지속적으로 사용되는 것은 아니다. 일부 국가에서는 NGO라는 용어를 다른 국가에서 NPO(비수익 조직)로 지칭하는 조직에 적용하고, 그 반대의 경우도 있다. 정당과 노동조합은 일부 국가에서만 비정부 기구로 간주되고 있다. 사용 중인 NGO에는 여러 가지 분류가 있다. 가장 일반적인 초점은 "방향"과 "작동 수준"이다. NGO의 오리엔테이션은 NGO가 수행하는 활동의 유형을 의미한다. 이러한 활동에는 인권, 환경, 건강 개선 또는 개발 작업이 포함될 수 있다. NGO의 운영 수준은 조직이 운영되는 규모(지역, 지역, 국가 또는 국제)를 나타낸다.
비정부 기구라는 용어는 유엔이 창설된 1945년에 처음 만들어졌다. 그 자체가 정부 간 기구인 UN은 특정 승인된 국제 비정부 기관(즉, 비정부 기관)이 의회와 그 회의 중 일부에서 관찰자 지위를 부여할 수 있도록 했다. 나중에 그 용어가 더 널리 쓰이게 되었다. 유엔에 따르면, 오늘날 정부의 통제로부터 독립적인 어떤 종류의 민간단체도, 그것이 비영리, 비예방, [명확이 필요한] 것이 아니라 단순히 야당도 아니라면, "NGO"라고 불릴 수 있다.
이 다양한 기관들이 공유하는 한 가지 특징은 그들의 비영리적인 지위가 그들이 단기적인 금융 목표에 의해 방해 받지 않는다는 것이다. 따라서, 그들은 기후 변화, 말라리아 예방, 또는 지뢰에 대한 세계적 금지와 같은, 오랜 시간 동안 발생하는 문제에 전념할 수 있다. 여론조사에 따르면 NGO는 종종 높은 수준의 대중의 신뢰를 얻고 있으며, 이는 NGO가 사회와 이해관계자들의 관심사를 위해 유용하지만 항상 충분하지는 않은 것으로 만들 수 있다.

## 역사
다양한 단체들이 19세기 중반에 반노예제, 여성인권운동, 군비축소 등에 중점을 두고 조직되기 시작하였지만, 비정부 기구라는 용어는 1945년 국제연합 설립과 함께 국가가 아닌 기구를 설명하기 위해 본격적으로 사용되기 시작했다. 20세기의 세계화로 인해 한 국가 단위로 해결할 수 없는 많은 사항들이 생겨났다. 특히, 자유무역협정 같은 조약이나 국제무역기구 같은 국제기구의 활동은 경제 부문에 한정되므로, 세계화로 인한 다양한 사회 문제를 해결하기 위해서 새로운 유형의 단체의 필요성이 대두했다. 시대적 요구에 부응하기 위해 비정부 기구는 인권 문제, 지속 가능한 개발, 저개발국 지원, 긴급 구호 등 다양한 사항에 중점을 두고 활동을 하고 있다.

## 활동
NGO에는 수많은 분류가 있다. 세계은행은 그들의 운영 방식과 옹호 방식으로 나누고 있다.
일반적으로 NGO는 구현자, 촉매 및 파트너 역할을 한다. 첫째, 비정부 기구는 인재나 자연 재해로 고통 받는 사람들에게 상품과 서비스를 제공하기 위해 자원을 동원한다는 점에서 실행자의 역할을 한다. 둘째, NGO는 변화를 주도한다는 점에서 촉매 역할을 한다. 그들은 '변화를 촉진하기 위한 개선된 생각과 행동을 주입, 촉진 또는 기여하는' 능력을 가지고 있다. 마지막으로, NGO는 종종 문제를 해결하고 인간의 요구를 보다 효과적으로 해결하기 위해 다른 조직과 협력하는 역할을 안 한다.
비정부 기구는 그들의 방법에 따라 다르다. 어떤 사람들은 주로 로비스트 역할을 하는 반면, 다른 사람들은 주로 프로그램과 활동을 한다. 예를 들어, 빈곤 완화와 관련된 Oxfam과 같은 NGO는 가난한 사람들에게 음식과 깨끗한 식수를 찾을 수 있는 장비와 기술을 제공할 수 있는 반면, FFDA와 같은 NGO는 인권 위반에 대한 조사와 문서화를 돕고 인권 침해 희생자들에게 법적 지원을 제공하고 있다. 아프가니스탄 정보 관리 서비스(Afghanistan Information Management Services)와 같은 다른 기관들은 현장에서 다른 단체들에 의해 실행되는 개발 활동을 지원하기 위해 전문화된 기술 제품과 서비스를 제공한다.

### 운영
운영 비정부 기구는 "프로젝트를 통한 작은 규모의 변화"를 달성하고자 한다. 그들은 재정 자원, 자료, 자원 봉사자들을 동원하여 지역 프로그램을 만든다. 그들은 대규모 기금 모금 행사를 열며, 사업을 위한 자금을 마련하기 위해 정부나 기관에 보조금이나 계약을 신청할 수 있다. 그들은 종종 프로젝트를 계획하고, 예산을 만들고, 계정을 유지하고, 프로젝트를 직접 수행하는 운영 현장 근로자들과 보고하고 의사소통하는 전문가들에 의해 직원으로 운영되는 계층적 구조로 운영된다. 운영 비정부 기구는 광범위한 문제를 다루지만, 대부분 서비스 제공이나 환경 문제, 긴급구호 및 공공 복지와 관련이 있다. 운영비정부 기구는 구호지향적 대 개발지향적 조직으로 더 분류될 수 있다. 그들이 서비스 제공에 중점을 두는지, 종교적이든 세속적이든, 그리고 그들이 더 공공적이든 더 민간적이든. 비록 비정부 기구가 지역사회에 기반할 수 있지만, 많은 비정부 기구들이 국가 또는 국제적이다. 비정부 기구의 운영 활동은 프로젝트의 이행이다.

### 캠페인
캠페인 NGO는 "정치 체제의 영향을 통해 간접적으로 추진되는 대규모 변화"를 달성하고자 한다. 캠페인 NGO는 지지자에게 정보를 제공하고 동기를 부여 할 수 있는 효율적이고 효과적인 전문가 그룹이 필요하다. 그들은 언론에 그들의 대의를 지킬 시위와 사건을 계획하고 개최해야 한다. 그들은 언론의 관심을 끌고 정책 변화에 영향을 주기 위해 행사를 위해 동원 될 수 있는 지지자들의 대규모 정보 네트워크를 유지해야 한다. 캠페인 NGO는 종종 인권, 여성의 권리 및 아동의 권리와 관련된 문제를 다룬다. 옹호 NGO의 주된 목적은 특정한 원인을 방어하거나 증진하는 것이다. 운영 프로젝트 관리와는 달리, 이러한 조직은 일반적으로 로비, 언론 및 활동가 행사를 통해 인식, 수용 및 지식을 제고하려고 한다.

## 형태
비정부 기구는 정부 활동 감시, 각종 정책 홍보, 상담 등으로 사회문제 해결을 위한 활동을 한다. 대중의 지지를 구하고 모금 활동도 하며, 저개발국가와 지역사회를 연결 시켜주기도 한다. 또한 정부가 미처 관리하지 못하는 부문에서 활동하기도 한다. 예를 들어, 빈곤 퇴치에 중점을 두는 옥스팜은 빈곤한 사람들에게 식료품 등을 제공하는 활동을 하고, 제3세계 네트워크(Third World Network)는 유엔무역개발기구회의(UNCTAD)와 유엔경제사회이사회(UNECOSOC)에 자문을 하고 있다. 이렇게 비정부 기구는 국제 관계 분야의 한 부분으로서 받아들여지며 또한 국내 혹은 국제적 정책 입안에 큰 영향을 미치고 있다.
비정부 기구는 정치, 경제, 교통, 환경, 의료사업 등 모든 분야에 걸쳐 활동하고 있다. 오늘날 비정부 기구의 수는 대단히 많다. 국제적으로 인지도 있는 비정부 기구로는 국제사면위원회(AI), 국경없는의사회, 그린피스를 꼽을 수 있다.

## 비영리민간단체
일반적으로 비영리단체이면서 민간단체인 경우가 법에서 특별히 정하여 다루는 경우가 있기에 (비영리민간단체지원법 법률- Assistance for Non-Profit, Non-Governmental Organization Act 약칭: 비영리단체법) 비영리단체로 언급하는 경우도 있다.

## 같이 보기
- 국제 투명성 기구
- 시민단체
- 국제 비정부 기구(INGO)
- 비영리 단체
- 그린피스
- 월드비전

UN경제사회이사회 포괄적지위 민간단체
- 굿네이버스
- 천주평화연합
- 세계평화여성연합[깨진 링크(과거 내용 찾기)]